# Memory of Love
Memory of Love (重来) és una pel·lícula xinesa dirigida per Wang Chao, estrenada als cinemes el 19 d'agost de 2009 a França. El director de Luxury Car explora el naixement de l'amor als límits de la memòria.

## Argument
Hangzhou, avui dia. Una jove, He Sizhu, i el seu amant, Chen Mo, tenen un accident de cotxe.
Quan es desperta a l'hospital on Li Xun, el seu marit, treballa com a cirurgià, He Sizhu és amnèsica i s'ha oblidat tot dels últims tres anys. El seu amant s'ha convertit en un estrany per a ella. Conscient de la seva traïció, el seu marit decideix deixar-la viure en aquest passat on estaven apassionadament enamorats.
A poc a poc es va tancant la bretxa entre el temps i la percepció de la realitat. El destí, inevitable, pren el relleu. Per no perdre la seva dona, Li Xun ha de superar el dolor causat per la seva traïció i trobar, en el seu amor per ella, la força per començar de nou. Però l'amant d'He Sizhu també la vol recuperar...

## Repartiment
- He Sizhu: Yan Bingyan
- Li Xun: Li Naiwen
- Chen Mo: Jiao Gang
- Qian Cheng: Wang Jianing

## Comentaris
Memory of Love és la quarta pel·lícula de Wang Chao des de The Orphan of Anyang el 2001, Day and Night el 2004 i Luxury Car guanyadora del premi Un Certain Regard a Canes el 2006.